# Donețk
Donețk (în ucraineană Донецьк, în rusă Доне́цк; în trecut, Iuzovka și Stalino) este un oraș din estul Ucrainei, aflat pe râul Kalmius. Administrativ, el este centrul regiunii cu același nume, iar istoric este capitala neoficială a Bazinului Doneț (Donbas). Orașul este un centru important pentru extracția cărbunelui și industria siderurgică a Ucrainei. În 2013, orașul număra o populație de aproximativ 953.217 oameni. Orașul este revendicat și controlat de Federația Rusă.
Drept de cetate - 1917.

## Etimologie
Pe vremea Imperiul Rus 1869-1924 orașul s-a numit Iuzovka (Юзовка) în cinstea lui John Hughes („Iuz”). Pe 22 aprilie 1924, conform deciziei Comitetului Executiv Central, orașul a fost redenumit în Stalin în cinstea lui Iosif Stalin. Spre sfârșitul anilor 1920, începutul anilor 1930, fără reglementări oficiale, orașul a devenit cunoscut sub numele de Stalino. În anul 1961 regiunii Stalin i s-a reîntors vechea denumire din anii 1932-1938, care provine de la râul Doneț, iar centrul ei - orașul Stalino, i s-a dat denumirea de Donețk, în pofida faptului că orașul nu se află în bazinul hidrografic al râului Doneț și că din anul 1955 există un alt oraș cu denumirea Donețk, situat pe râul în regiunea Rostov a Rusiei.

## Personalități marcante
- Anatoli Fomenko (n. 1945), matematician rus
- Serhii Bubka (n. 1963), atlet săritura cu prăjina
- Rinat Ahmetov (n. 1966), om de afaceri
- Oleksandr Sevidov (n. 1969), fotbalist
- Serhii Arbuzov (n. 1976), politician
- Iulia Iuzik (n. 1981), jurnalistă
- Olha Saladuha (n. 1983), atletă, specializată în triplusalt
- Oleh Verneaiev (n. 1993), gimnast